# Bursera multijuga
Bursera multijuga är en tvåhjärtbladig växtart som beskrevs av Adolf Engler. Bursera multijuga ingår i släktet Bursera och familjen Burseraceae. Inga underarter finns listade i Catalogue of Life.